# Özlem Yılmaz
 Özlem Yılmaz (Istanboel, 17 juli 1986) is een Turkse actrice, die voornamelijk in Turkse televisieseries speelt.
Nadat ze haar middelbare school had afgerond nam ze privélessen theater, maar ze moest hiermee ophouden toen haar vader overleed. Daarna volgde ze les aan het Kunstcentrum Müjdat Gezen, waar ze in 2006 afstudeerde. Hierna kreeg ze meteen rollen in diverse televisieseries.